# カタクリコホットライン・ゴールドラッシュ
『KATAKURICO HOT LINE~GOLD LASH』（カタクリコ ホットライン ゴールドラッシュ）は、1990年10月1日から1998年3月31日までにTOKYO FMで放送されていたラジオ番組。

## 概要
「渋谷で4時は、カタクリコ！」というタイトルコールで、ウィークデイの夕方、JR渋谷駅ハチ公口地下の雑貨ショップ（→ファーストフード→カフェ）に併設されたサテライトスタジオ・STUDIO渋谷カタクリコから公開生放送。
主に、時のヒットソングやリクエスト曲のオンエア、リスナーからのFAXを紹介する。

## 放送期間
1990年10月1日 - 1998年3月31日

## 放送時間
月 - 木曜日（スタート当初は金曜日まで） 16:00 - 17:00

## 出演者
| 期間 | 期間      | 月                                      | 火                                                 | 水                                                 | 木                                               | 金                                                             |
| --- | --------- | --------------------------------------- | -------------------------------------------------- | -------------------------------------------------- | ------------------------------------------------ | -------------------------------------------------------------- |
| 1990年10月 | 1991年9月 | ダニー石尾 須藤かぐや                   | ダニー石尾 須藤かぐや                              | ダニー石尾 須藤かぐや                              | ダニー石尾 クリスティー                          | ダニー石尾 クリスティー                                        |
| 1991年10月 | 1993年3月 | 鈴木しょう治 今泉恵子（現：今泉圭姫子） | 鈴木しょう治 今泉恵子（現：今泉圭姫子）            | 鈴木しょう治 今泉恵子（現：今泉圭姫子）            | 小田靜枝（現：おだしずえ） 市川博樹（現：ARCHE） | 小田靜枝（現：おだしずえ） 市川博樹（現：ARCHE）               |
| 1993年4月 | 1993年9月 | 鈴木しょう治 荒井美佐子                 | ミッチェル スティングレイ 松本知子（→松本ともこ）1 | ミッチェル スティングレイ 松本知子（→松本ともこ）1 | 中村義昭 藤巻万美子1                             | 鈴木しょう治 尾台順子                                          |
| 1993年10月 | 1994年3月 | 内藤忠（現：DJ.ナイク） 松本知子        | 内藤忠（現：DJ.ナイク） 松本知子                   | 中村義昭 松本知子                                  | 中村義昭 藤巻万美子1                             | しょうちゃんのワンマンDJショー 鈴木しょう治                    |
| 1994年4月 | 1994年9月 | 中村義昭 松本ともこ4                    | 中村義昭 松本ともこ4                               | 浅井博章 吉田朝子 （→吉田麻子 →現：浅井あさこ）    | 浅井博章 松本ともこ                              | フライデースペシャルA to Z 2 小田靜枝 コメンテーター：福田一郎 |
| 1994年10月 | 1995年3月 | 中村義昭 松本ともこ4                    | 中村義昭 松本ともこ4                               | 内藤忠 吉田麻子5                                   | 内藤忠 吉田麻子5                                 | フライデースペシャルA to Z 2 小田靜枝 コメンテーター：福田一郎 |
| 1995年4月 | 1996年2月 | 内藤忠 吉田麻子                         | 内藤忠 吉田麻子                                    | 内藤忠 吉田麻子                                    | 内藤忠 吉田麻子                                  |                                                                |
| 1996年3月 | 1996年3月 | 内藤忠 柴田玲1                          | 内藤忠 柴田玲1                                     | 内藤忠 柴田玲1                                     | 内藤忠 柴田玲1                                   |                                                                |
| 1996年4月 | 1998年3月 | 内藤忠3 栗原玲子                        | 内藤忠3 栗原玲子                                   | 内藤忠3 栗原玲子                                   | 内藤忠3 栗原玲子                                 |                                                                |
| - 1 当時TFMアナウンサー - 2 1995年4月から『SHARPフライデースペシャルA to Z』として独立。 1996年3月までは小田靜枝と福田一郎が継続出演。以降1997年9月の番組終了まで内藤忠とリサ・ステッグマイヤーが出演した。 - 3 1997年9月まで、当時の親番組『エモーショナル・ビート』の金曜バージョンである『フライデーズ・キング』なども担当。 - 4 同期間までに松本知子から表記改名。 - 5 同期間までに吉田朝子から表記改名。 |           |                                         |                                                    |                                                    |                                                  |                                                                |

## タイムテーブル
- 15:30：前番組「アフタヌーン・ブリーズ」内にてクロストーク 
  - 初代テーマ曲にのせてFAXテーマ告知など
- 16:00：オープニング
- 16:16：松本歯科大学Presentsぴあチケッティングナウ
- 16:30：TOKYO FM トラフィックリポート（警視庁）⇒今日の掛詞
- 16:31：TOKYO FM ブランニューソング
- 16:54：首都高速Mex-i情報（首都高速センター）
- 16:55：エンディング
  - スペイン坂STUDIOからの後番組「エモーショナル・ビート」とのクロストークあり

この他、リスナーと電話をつないだり、見学者をスタジオ内に入れて、曲当てクイズを行う「ゴールドチャレンジ」というコーナーを不定期で実施。

## 素材
- 初代テーマ曲：オリジナル
- 2代目テーマ曲：
- トラフィックリポートBGM：

## 特記
- 後発の『エモーショナル・ビート』開始に伴い、同番組に内包され、テーマ音楽やジングルの一部も変更。そのため「エモーショナルビート・パート1、カタクリコホットライン〜ゴールドラッシュ！」とタイトルコールされていた時期がある。
- 最終回まで担当した内藤は、1993年10月より途中参戦。一時「エモーショナル･ビートPART2」に異動となり降板しているが、1995年10月に復帰。その後は全曜日帯で3年間出演した。
- STUDIO渋谷カタクリコがあった雑貨ショップは、渋谷地下街（通称:しぶちか）につながるJR東日本構内のスペース。